# Szymon Kiecana
Szym Kiecana (ur. 26 marca 1989) – polski lekkoatleta, skoczek wzwyż.

## Osiągnięcia
| Rok  | Impreza                                 | Miejsce   | Lokata            | Wynik |
| ---- | --------------------------------------- | --------- | ----------------- | ----- |
| 2011 | Młodzieżowe mistrzostwa Europy          | Ostrawa   | 4. miejsce        | 2,21  |
| 2012 | Mistrzostwa Europy                      | Helsinki  | 6. miejsce        | 2,24  |
| 2013 | Superliga drużynowych mistrzostw Europy | Gateshead | 7. miejsce        | 2,15  |
| 2013 | Mistrzostwa świata                      | Moskwa    | el. – 25. miejsce | 2,17  |

W 2011 został mistrzem Polski młodzieżowców. Rok później zdobył złoto seniorskich mistrzostw kraju, które obronił w 2013. Halowy mistrz Polski (2013). Reprezentant Polski w meczu młodzieżowców Polska-Niemcy (2010, 2. lokata).
Na Mistrzostwach Świata w Lekkoatletyce 2013 zajął 25. miejsce, zaliczając w konkursie eliminacyjnym jedynie pierwszą wysokość (2,17 m).

## Rekordy życiowe
- Skok wzwyż – 2,31 m (9 czerwca 2013, Opole) – 9. wynik w historii polskiej lekkoatletyki[2]

## Progresja wyników
| Rok          | 2007 | 2008 | 2009 | 2010 | 2011 | 2012 | 2013 | 2014  | 2015 |
| Wysokość (m) | 2,05 | 2,00 | 2,05 | 2,16 | 2,21 | 2,28 | 2,31 | 2,20i | 2,25 |